# Santa Rita, Paraíba
Santa Rita, Paraíba este un oraș și o municipalitate din  statul Paraíba din regiunea de Nord-est a Braziliei. 
Santa Cruz Recreativo Esporte Clube este clubul de fotbal al municipalității.